# Sahā
Con il termine sanscrito Sahā nel buddhismo Mahāyāna si indica il 'nostro' mondo, la Terra (sanscrito pṛthivī), il loka per eccellenza ossia il luogo dove tutti sono soggetti al ciclo di nascita-morte (sanscrito saṃsāra), un mondo corrotto, ma anche puro, dove gli esseri si debbono esercitare nella pazienza e nella sopportazione (sanscrito kṣānti). Il luogo dove il Buddha Śākyamuni predica il Dharma.
Signore del mondo di Sahā è il deva Brahmā indicato come Mahābrahmā Sahāmpati.
Vi sono diverse tradizioni buddhiste che descrivono in modo differente il mondo di Sahā, quella che segue è afferente alla tradizione del Canone buddhista cinese.
Il mondo di Sahā (sanscrito: sahā-loka-dhātu) è suddiviso in tre 'luoghi' o 'regni' distinti (sanscrito traidhātuka o trailokya, anche Triplice mondo).

## Il regno del 'desiderio' (kāma-dhātu)
Il regno del 'desiderio' (kāma-dhātu) è il luogo dove gli esseri che ci vivono sono dotati di corpo e  orientati alla soddisfazione dei desideri fisici. Esso è a sua volta suddiviso in 18 luoghi:
- "Quattro continenti" ( cāturdvīpaka) posti intorno al Monte Sumeru, a sua volta circondato da mari e catene montuose, e denominati: 
  - Jambudvīpa (a Meridione);
  - Pūrva-videha (ad Oriente):
  - Uttara-kuru (a Settentrione):
  - Avara-godānīya (ad Occidente).

In questi quattro continenti vivono gli uomini e gli animali. Sotto il continente Jambudvīpa sono collocati gli otto inferni.
- "Gli Otto inferni" (aṣṭa-uṣaṇa-narakāḥ) posti a cinquecento yojana sotto il continente Jambudvīpa e sono così indicati:
  - Saṃjīva-naraka: gli esseri che vivono qui vengono costantemente torturati e uccisi. Dopo la morte un vento gelido li riporta in vita nelle medesime condizioni.
  - Kāla-sūtra-naraka: gli esseri che vivono qui sono incatenati a pesanti catene di ferro nero. Il loro tormento consiste nell'essere continuamente segati e tagliati a pezzi.
  - Saṃghāta-naraka: gli esseri che vivono qui vengono costantemente schiacciati da due montagne che premono tra loro.
  - Raurava-naraka: gli esseri che vivono qui soffrono pene indicibili che li fanno urlare costantemente.
  -  Mahāraurava-naraka: gli esseri che vivono qui soffrono tali pene che urlano più fortemente dell'inferno che precede.
  - Tāpana-naraka: gli esseri che vivono qui soffrono un caldo terribile e vengono costantemente ustionati.
  - Pratāpana-naraka: gli esseri che vivono qui soffrono un caldo ancora maggiore dell'inferno che precede e vengono ustionati con il piombo fuso.
  - Avīci-naraka: gli esseri che vivono qui vengono costantemente torturati in modo indicibile e non muoiono mai finché il loro karma non abbia esaurito i suoi effetti negativi.

## Il mondo diSahānelle altre lingue orientali
Nelle altre lingue orientali il mondo di Sahā viene reso come:
1. in lingua cinese: 娑婆 suōpó;
2. in lingua giapponese: shaba;
3. in lingua coreana: 사바 saba;
4. in lingua vietnamita: sa bà.